# Битиев, Давид Мурманович
Давид Мурманович Битиев (род. 1 января 1988) — российский дзюдоист, чемпион (2013), серебряный (2008, 2012, 2013) и бронзовый (2009, 2011) призёр чемпионатов России, мастер спорта России. Выступает в полутяжёлой весовой категории (до 100 кг). Представляет клуб «Динамо» (Московская область) и Северную Осетию. Наставниками Битиева являются Т. Г. Лолаев и В. М. Битиев.

## Спортивные результаты
- Чемпионат России по дзюдо 2008 года, абсолютная категория — ;
- Чемпионат России по дзюдо 2009 года, до 100 кг — ;
- Чемпионат России по дзюдо 2011 года, до 100 кг — ;
- Чемпионат России по дзюдо 2012 года, до 100 кг — ;
- Чемпионат России по дзюдо 2012 года, абсолютная категория — ;
- Чемпионат России по дзюдо 2013 года, до 100 кг — ;
- Чемпионат России по дзюдо 2013 года, абсолютная категория — ;